# Higashiyamato
Higashiyamato (Japans: 東大和市, Higashiyamato-shi) is een Japanse stad in de prefectuur Tokio. In 2014 telde de stad 85.228 inwoners.

## Geschiedenis
Op 1 oktober 1970 werd Higashiyamato benoemd tot stad (shi). Daarvoor stond de stad bekend als Yamato.

## Partnersteden
- Kitakata, Japan

Speciale Wijken:
Adachi · Arakawa · Bunkyo · Chiyoda · Chuo · Edogawa · Itabashi · Katsushika · Kita · Koto · Meguro · Minato · Nakano · Nerima · Ota · Setagaya · Shibuya · Shinagawa · Shinjuku · Suginami · Sumida · Toshima · Taito

Steden:
Akiruno · Akishima · Chōfu · Fuchū · Fussa · Hachiōji · Hamura · Higashikurume · Higashimurayama · Higashiyamato · Hino · Inagi · Kiyose · Kodaira · Koganei · Kokubunji · Komae · Kunitachi · Machida · Mitaka · Musashimurayama · Musashino · Nishitokyo · Ōme · Tachikawa · Tama

Districten en subprefecturen:
District Nishitama · Subprefectuur Hachijo · Subprefectuur Miyake · Subprefectuur Ogasawara · Subprefectuur Oshima